# Drosophila huancavilcae
Drosophila huancavilcae este o specie de muște din genul Drosophila, familia Drosophilidae, descrisă de José Albertino Rafael și Arcos în anul 1989.
Este endemică în Ecuador. Conform Catalogue of Life specia Drosophila huancavilcae nu are subspecii cunoscute.